# Tuff Darts
Tuff Darts fue una banda de punk rock formada en Estados Unidos a mediado de los años 70. Fueron una de las primeras bandas en establecer audiencia por el aquel entonces del naciente punk rock en Estados Unidos en el mítico club CBGB junto a los Ramones y The Heartbreakers. Ellos alcanzaron su mayor fama a mediados de finales de 1970 con canciones como "Slash", "(Your Love Is Like) nuclear waste" y su mayor hit single, "All For The Love of Rock and Roll". La banda apareció en populares clubes de la ciudad de Nueva York como la de Max's Kansas City y el CBGB.
La banda fue formada originalmente con el cantante Robert Gordon y sus primeras canciones fueron grabadas en el disco compilado Live At CBGB's: The Home Of Underground Rock en 1976 junto a otras bandas de punk rock de la época, posteriormente Gordon abandonó la banda para iniciar su carrera en solitario en los géneros rock and roll y rockabilly y la banda reclutó al nuevo cantante Tommy Frenesí, con el cual sacaron su único álbum oficial titulado "Tuff Darts!" en 1978 por Sire Records, producido por Bob Clearmountain y de Tony Bongiovi, poco antes de la disolución final de la banda.

## Discografía
- Live At CBGB's: The Home Of Underground Rock (Compilado con otros artistas con Robert Gordon en la voz) (1976)
- Tuff Darts! (1978)

## Miembros
- Robert Gordon (nacido el 29 de marzo de 1947) (voz original)
- Jeff Salen (guitarra)
- Bobby Butani (guitarra)
- John DeSalvo (bajo)
- Jim Morrison (batería)
- Tommy Frenesí (Segunda voz para su único álbum de estudio)